# Arenaria dyris
Arenaria dyris là loài thực vật có hoa thuộc họ Cẩm chướng. Loài này được Humbert mô tả khoa học đầu tiên năm 1924.